# Esther Zimmering

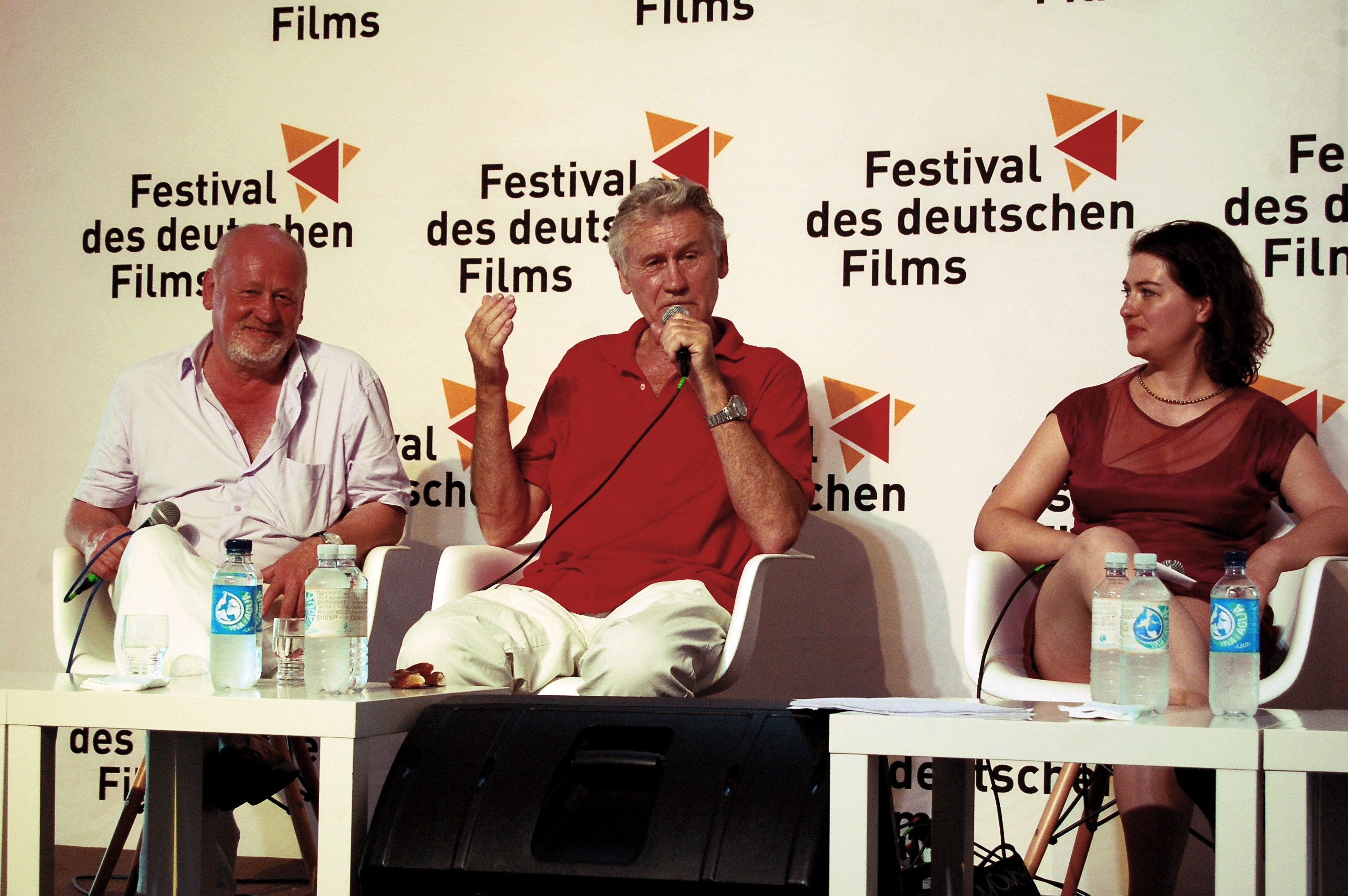
De izquierda a derecha: Josef Schnelle, Rudolf Thome y Esther Zimmering en el Festival des deutschen Films (2013).

Esther Zimmering (Potsdam, 6 de enero de 1977) es una actriz alemana.

## Vida
Después de adquirir cierta experiencia en teatro infantil y juvenil estudió en la Hochschule für Schauspielkunst «Ernst Busch» Berlin y participó en talleres con Enrique Vargas y Augusto Boal, y con Paul Cox y la Internationale Filmschule Köln.
Alcanzó la popularidad en 2002 por su papel junto a Katja Studt y Anna Loos en la película en tres partes Der Liebe entgegen, que trataba sobre tres amigas que en la década de 1950 emigraban a Nueva Zelanda. Por este papel y por su actuación en la película para la televisión Der Fußfesselmörder consiguió en el año 2003 el premio promocional en el Deutscher Fernsehpreis, dotado con 15 000 euros. En 2004, junto con Maria Simon, recibió el premio especial del jurado en el Fernsehfilmfestival Baden-Baden por su papel en Kleine Schwester
En el año 2005 protagonizó el capítulo Scheherazade de la serie Tatort .

## Filmografía
- 2002 Der Liebe entgegen
- 2003 Kein zurück
- 2003 Der Fußfesselmörder
- 2004 Kleine Schwester
- 2005 Tatort: Scheherazade
- 2005 Blindes Vertrauen
- 2005 Gisela
- 2005 Im Schwitzkasten
- 2006 Lulu
- 2006 Der Blaue Affe
- 2006 Schwesterherz
- 2007 Hochzeit um jeden Preis
- 2007 Vivere
- 2007 Sperling und die kalte Angst
- 2007 Morgen räum ich auf
- 2008 Mutig in die neuen Zeiten
- 2008 Wenn wir uns begegnen
- 2008 Remarque – Sein Weg zum Ruhm
- 2009 Die Freundin der Tochter
- 2009 Tatort: Borowski und die Sterne
- 2009 Böseckendorf – Die Nacht, in der ein Dorf verschwand
- 2009 Marie Brand und das mörderische Vergessen
- 2010 Das Traumschiff – Indian Summer
- 2010 Der Staatsanwalt: Tod eines Schülers
- 2010 Den Tagen mehr Leben!
- 2010 Das Duo: Tödliche Nähe
- 2011 Carl & Bertha
- 2012 Polizeiruf 110: Raubvögel
- 2012 München 72 – Das Attentat
- 2012 Ins Blaue
- 2013 Der Staatsanwalt: Kalter Tod
- 2013: SOKO Leipzig: Graf Porno
- 2013: SOKO Leipzig: Das zweite Leben
- 2013: Mein Mann, ein Mörder
- 2013: Engel der Gerechtigkeit: Ärztepfusch